# مسجد خان
مسجد خان يقع في كاسيموف ويعد من أقدم المساجد في روسيا، يعود تاريخه إلى «قاسم خانتي» في القرنين الخامس عشر والسادس عشر. طبقًا لقدير علي فقد تم بناء المسجد من قبل «شاهغلي» في وقت ما في منتصف القرن السادس عشر، ويعتقد آخرون أن المسجد يعود إلى عهد «قاسم خان»، تم هدم المبنى الأصلي بأمر من بطرس الأكبر عام 1702، لكن مئذنته الحجرية لم تهدم.
تم بناء المسجد الحالي بجوار المئذنة القديمة في عام 1768، ونبلاء التتار المحليين إضافوا طابق ثانٍ للمسجد في عام 1835، ويعد المسجد أقرب بقليل من نهر أوكا هو معلم محلي آخر، تم تعيين مسجد خان كمتحف عام للناس منذ ثلاثينيات القرن العشرين.
إن التصميم البسيط للمئذنة، بجدرانه غير المزخرفة يذكّر بتصميم مسجد هوايشينغ الشهير في غوانزو جنوب الصين.